# 妻有大橋
妻有大橋（つまりおおはし）は、新潟県十日町市の信濃川に架かる新潟県道340号十日町千手線の橋長399.2 m（メートル）の桁橋。

## 概要
1984年度（昭和59年度）に十日町市・川西町 を事業主体として着工し、1988年度（昭和63年度）からは市町村代行橋梁整備事業として、新潟県事業となる。8年の歳月と事業費26億5,500万円をかけて、1992年（平成4年）5月16日に開通した。
橋の両詰には雪の結晶の意匠化した4基の親柱があり、歩道の高欄には火焔型土器などを意匠化したアクセントパネル20基を設置し、3か所のバルコニー・照明灯12基を備えている。
東詰には2003年（平成15年）第2回大地の芸術祭の時に製作された妻有大橋ポケットパークがある。
下流側には国道252号の栄橋が、上流側には国道253号の十日町橋が架かっている。
- 形式 - 3径間RC床版連続箱桁橋（2連）
- 橋長 - 399.200 m
  - 支間割 - (3×66.100 m) + (3×66.100 m)
- 幅員 - 10.000 m
  - 車道 - 7.500 m
  - 歩道 - 片側2.500 m
- 施工 - 石川島播磨重工業・川崎重工業・川田工業・駒井鉄工・日本鋼管・宮地鐵工所
- 架設工法 - 手延べ送出し工法

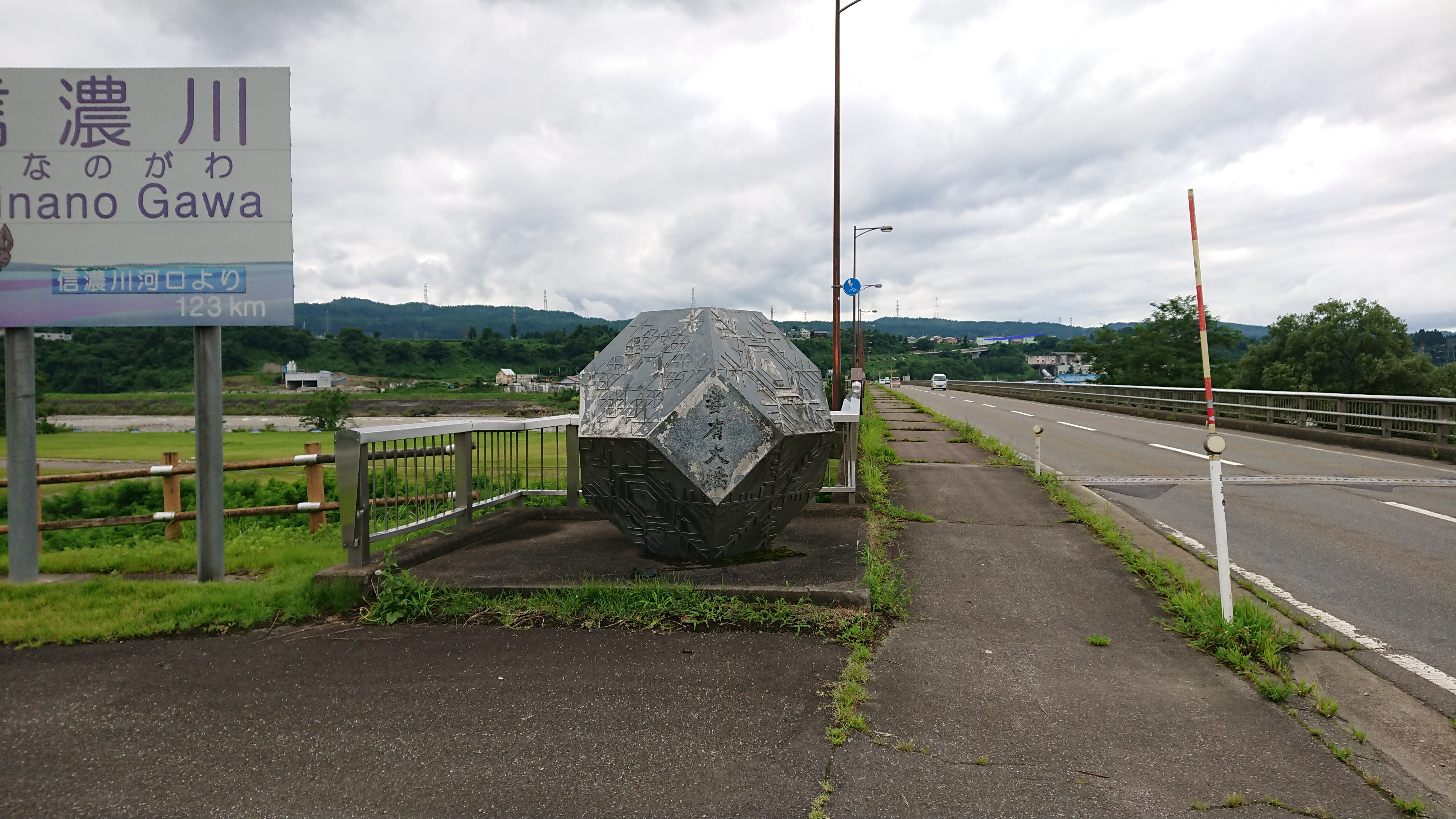
親柱
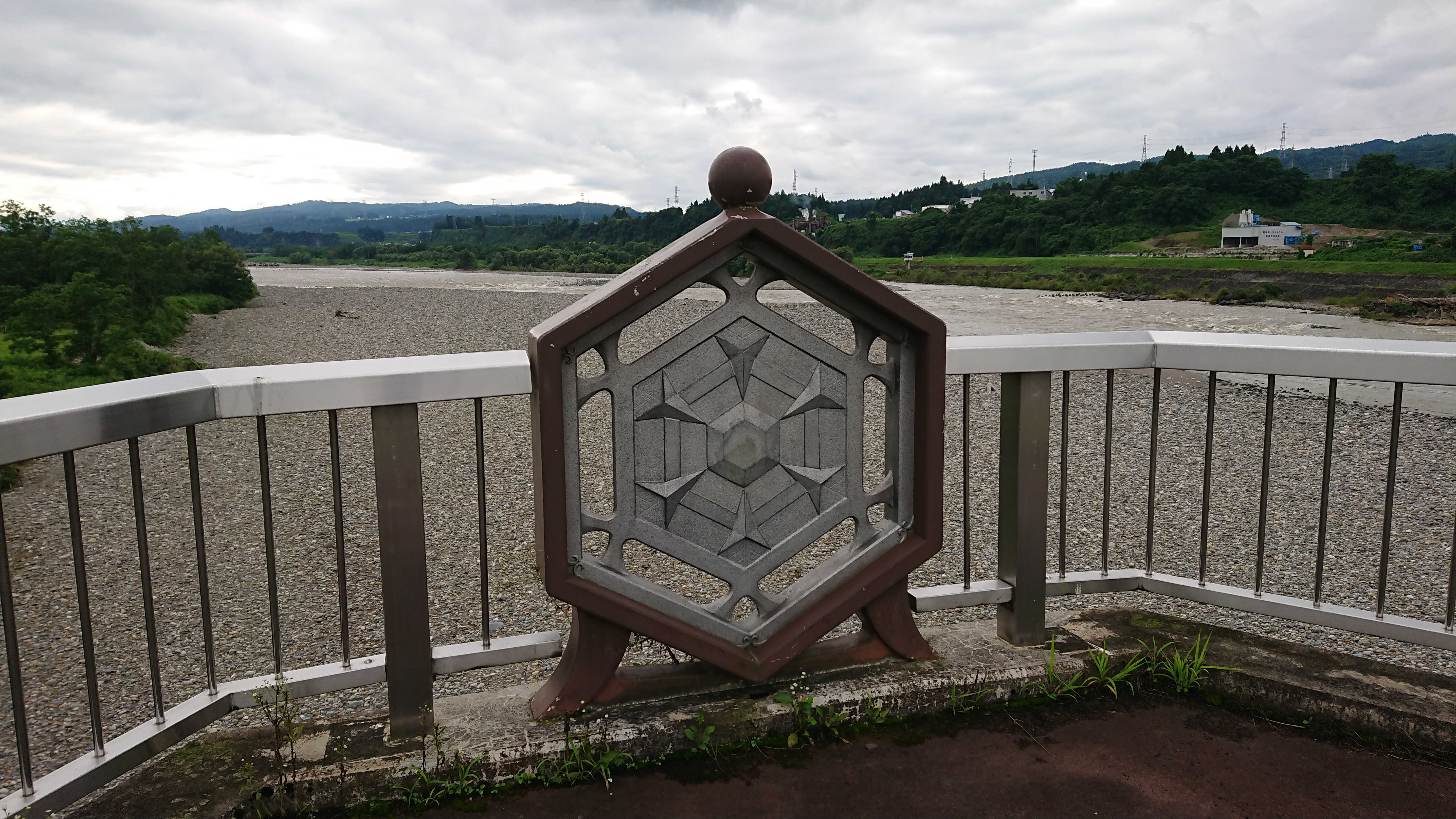
バルコニー
駐車場（大地の芸術祭作品『アスファルト・スポット』）